# Процедурная анимация

Пример процедурной анимации, созданный в программе «TRUE» (Temporal Reasoning Universal Elaboration). На этом примере первое (самое левое, зелёное) колесо приводит в движение второе колесо, а второе — третье (самое правое, серое). Радиус и позиция второго (центрального) колеса изменяется во времени, что влияет на скорость вращения третьего колеса.

Пример процедурной анимации, созданный в программе «TRUE» (Temporal Reasoning Universal Elaboration). Движение поршня влияет на изменение радиуса, размера и скорости вращения связанного с ним тора.

Процедурная анимация (англ. procedural animation) — вид компьютерной анимации, который автоматически генерирует анимацию в режиме реального времени согласно установленным правилам, законам и ограничениям. В отличие от предопределённой анимации, когда аниматор вручную определяет каждый кадр и все параметры создаваемой анимации, при процедурной анимации результат может быть в некоторой мере непредсказуем и при каждом запуске может генерировать разнообразную анимацию.
Процедурная анимация используется для создания и моделирования системы частиц (дым, огонь, вода
), ткани и одежды, динамики твёрдых тел, динамики волос и меха, а также для анимации гуманоидных и негуманоидных персонажей.
В компьютерных играх процедурная анимация часто используется для таких простых вещей, как поворачивание головы персонажа, когда игрок озирается по сторонам (например, в игре Quake III Arena).
Физика Ragdoll (рус. физика «тряпичной куклы») может считаться видом процедурной анимации. Физика Ragdoll использует физический движок для создания анимации смерти персонажа и его реалистичного падения на поверхность. При использовании физики Ragdoll персонаж состоит из последовательности связанных твёрдых тел (руки, ноги, торс, голова и т. д.), которые запрограммированы с использованием ньютоновой физики, действующей на них. Благодаря физике Ragdoll могут быть созданы очень реалистические анимации, которые очень сложно создать, используя традиционную предопределённую анимацию. Например, с использованием физики Ragdoll тела персонажей могут катиться или скользить по наклонным поверхностям, переворачиваться, кувыркаться и т. д., причём каждый раз анимация будет другой.
Процедурная анимация интенсивно используется в компьютерной игре Spore, в которой созданные игроком существа автоматически анимируются для всех действий, которые должно делать созданное существо: ходьба, бег, плавание, подбирание вещей и т. д.
Ещё одним явным примером процедурной анимации является технология «Dynamic Motion Synthesis» (рус. синтез динамических движений), которая разработана NaturalMotion и используется в продуктах euphoria и endorphin. «Dynamic Motion Synthesis» (DMS) основан на моделировании биомеханики и моторной нервной системы в режиме реального времени. Также DMS использует элементы из биологии и теории управления роботами. DMS позволяет создавать модели полностью интерактивных трехмерных персонажей, которые не используют заранее просчитанную анимацию. «euphoria» использует DMS для генерации анимации «на лету» в режиме реального времени в компьютерных играх или других интерактивных приложениях. Технология «euphoria» используется в играх Star Wars: The Force Unleashed, Indiana Jones and the Staff of Kings, Max Payne 3, Grand Theft Auto IV и его аддонах, Grand Theft Auto V, а также в симуляторе американского футбола Backbreaker.